# Magyar európai parlamenti képviselők listája (2024–2029)
Az Európai Parlamentbe (EP) a 2024-es európai választásokon összesen 24 magyar nemzetiségű politikus jutott be: 21 Magyarországról, 2 Romániából, 1 Szlovákiából. 11 képviselő az Patrióták Európáért, 9 az Európai Néppárt Képviselőcsoport, 2 a Szocialisták és Demokraták Progresszív Szövetsége, 1 az Újítsuk meg Európát, 1 a Szuverén Nemzetek Európája frakciójában ül.

## Magyarországról
| Név                  | EP-frakció                                        | Küldő párt(ok)                    |
| -------------------- | ------------------------------------------------- | --------------------------------- |
| Borvendég Zsuzsanna  | Szuverén Nemzetek Európája                        | Mi Hazánk Mozgalom                |
| Dávid Dóra           | Európai Néppárt Képviselőcsoport                  | Tisztelet és Szabadság Párt       |
| Deutsch Tamás        | Patrióták Európáért                               | Fidesz – Magyar Polgári Szövetség |
| Dobrev Klára         | Szocialisták és Demokraták Progresszív Szövetsége | Demokratikus Koalíció             |
| Dömötör Csaba        | Patrióták Európáért                               | Fidesz – Magyar Polgári Szövetség |
| Ferenc Viktória      | Patrióták Európáért                               | Fidesz – Magyar Polgári Szövetség |
| Gál Kinga            | Patrióták Európáért                               | Fidesz – Magyar Polgári Szövetség |
| Gerzsenyi Gabriella  | Európai Néppárt Képviselőcsoport                  | Tisztelet és Szabadság Párt       |
| Győri Enikő          | Patrióták Európáért                               | Fidesz – Magyar Polgári Szövetség |
| Gyürk András         | Patrióták Európáért                               | Fidesz – Magyar Polgári Szövetség |
| Hölvényi György      | Patrióták Európáért                               | Kereszténydemokrata Néppárt       |
| Kollár Kinga         | Európai Néppárt Képviselőcsoport                  | Tisztelet és Szabadság Párt       |
| Kulja András         | Európai Néppárt Képviselőcsoport                  | Tisztelet és Szabadság Párt       |
| Lakos Eszter         | Európai Néppárt Képviselőcsoport                  | Tisztelet és Szabadság Párt       |
| László András        | Patrióták Európáért                               | Fidesz – Magyar Polgári Szövetség |
| Magyar Péter         | Európai Néppárt Képviselőcsoport                  | Tisztelet és Szabadság Párt       |
| Molnár Csaba         | Szocialisták és Demokraták Progresszív Szövetsége | Demokratikus Koalíció             |
| Schaller-Baross Ernő | Patrióták Európáért                               | Fidesz – Magyar Polgári Szövetség |
| Szekeres Pál         | Patrióták Európáért                               | Fidesz – Magyar Polgári Szövetség |
| Tarr Zoltán          | Európai Néppárt Képviselőcsoport                  | Tisztelet és Szabadság Párt       |
| Vicsek Annamária     | Patrióták Európáért                               | Fidesz – Magyar Polgári Szövetség |

### Nem töltötték ki mandátumukat
| Név            | Mandátum vége   | EP-frakció          | Küldő párt                        |
| -------------- | --------------- | ------------------- | --------------------------------- |
| Győrffy Balázs | 2024. augusztus | Patrióták Európáért | Fidesz – Magyar Polgári Szövetség |

## Romániából
| Név           | EP-frakció                       | Küldő párt(ok)                      |
| ------------- | -------------------------------- | ----------------------------------- |
| Vincze Loránt | Európai Néppárt Képviselőcsoport | Romániai Magyar Demokrata Szövetség |
| Winkler Gyula | Európai Néppárt Képviselőcsoport | Romániai Magyar Demokrata Szövetség |

## Szlovákiából
| Név        | EP-frakció          | Küldő párt(ok)        |
| ---------- | ------------------- | --------------------- |
| Ódor Lajos | Újítsuk meg Európát | Progresszív Szlovákia |